# Aeroportul Ugnu-Kuparuk
Aeroportul Ugnu-Kuparuk (IATA: UUK, ICAO: PAKU, FAA LID: UBW) este un aeroport din Alaska, Statele Unite ale Americii.
Situat la o altitudine de 20 m, aeroportul dispune de 1 pistă.

## Infrastructură

### Piste
Aeroportul dispune de o singură pistă. Pista 06/24 are suprafața de asfalt și dimensiunile 6.551 picioare × 150 picioare. 